# Политички ислам
Политички ислам је било какво тумачење ислама као извора политичког идентитета и дјеловања. Може се односити на широк спектар појединаца и/или група које заговарају формирање државе и друштва у складу са својим разумијевањем исламских принципа. Такође се може односити на употребу ислама као извора политичких ставова и концепата. Политички ислам представља један аспект исламског препорода започетог у 20. вијеку, а сви облици политичког дјеловања муслимана не сврставају се под рубрику политичког ислама. Неки академски аутори користе термин исламизам за описивање истог феномена или два термина користе наизмјенично.

## Развој термина
Терминологија која се користи за феномен политичког ислама разликује се међу стручњацима. Мартин Крамер био је један од првих стручњака који је почео да користи термин „политички ислам” 1980. године. Изјавио је 2003. године да се политички ислам може сматрати и таутологијом, јер нигдје у исламском свијету религија није одвојена од политике. Неки стручњаци користе термине попут исламизма, истичући исти скуп догађаја или мијешајући оба термина. Ричард Декмејан био је међу првим стручњацима који су дали примједбе на политизацију ислама у смислу неуспјеха секуларних исламских влада, док истовремено користи и исламизам и фундаментализам (умјесто политичког ислама).
Термин политички ислам кориштен је у вези са страним заједницама, подразумијевајући покрете или групе који су уложили у широки фундаменталистички препород који је повезан са одређеном политичког агендом. Муктер Хан у политички ислам укључује све исламске покрете који промовишу политички систем заснован искључиво на исламу који мора слиједити сваки муслиман. Неки од стручњака користе и друге описне термине како би разликовали различите идеолошке токове унутар политичког ислама: конзервативни, прогресивни, милитантни, радикални, џихадистички итд.

## Прочитај још
- Ankerl, Guy (2000). Coexisting Contemporary Civilizations: Arabo-Muslim, Bharati, Chinese, and Western : a Scientific Essay (на језику: енглески). INU PRESS. ISBN 978-2-88155-004-1. Приступљено 22. 11. 2020.
- Hamid, Shadi; McCants, William (2017). Rethinking Political Islam (на језику: енглески). Oxford University Press. ISBN 978-0-19-064920-3.
- Hoover Institution (2017). „Islamism in Maritime Southeast Asia” (PDF). The Caravan, 1715 (на језику: енглески).